# Lista de filmes portugueses de 1969
Lista de filmes portugueses de longa-metragem lançados comercialmente em Portugal em 1969, nas salas de cinema.
Notas: Na secção coprodução, passando o cursor sobre a bandeira aparecerá o nome do país correspondente.
| # | Filme                                                       | Realização          | Género        | Estreia        | Coprodução |
| - | ----------------------------------------------------------- | ------------------- | ------------- | -------------- | ---------- |
| 1 | Bonança & Cª                                                | Pedro Martins       | Comédia       | 28 de abril    | —          |
| 2 | A Caçada do Malhadeiro                                      | Quirino Simões      | Drama, terror | 31 de janeiro  | —          |
| 3 | O Diabo Era Outro                                           | Constantino Esteves | Comédia       | 5 de novembro  | —          |
| 4 | O Ladrão de Quem se Fala                                    | Henrique Campos     | Comédia       | 6 de fevereiro | —          |
| 5 | O Romance do Luachimo - Lunda, Terra de Diamantes de Angola | Baptista Rosa       | Documentário  | 23 de abril    | —          |